# El Rama
El Rama là một khu tự quản thuộc tỉnh Región Autónoma del Atlántico Sur, Nicaragua. Khu tự quản El Rama có diện tích 3753 ki lô mét vuông. Đến thời điểm năm 2005, huyện El Rama có dân số 52482 người.